# Lo mejor de Pedro Suárez-Vértiz vol. 1
Lo mejor de Pedro Suárez-Vértiz vol. 1 es el nombre del primer disco recopilatorio de Pedro Suárez-Vértiz, lanzado en 2000. En este disco repasa algunos éxitos de sus tres primeros álbumes de estudio.

## Lista de canciones
Todas las canciones fueron compuestas por Pedro Suárez-Vértiz.

| N.º | Título                         | Duración |  |
| 1.  | «Degeneración actual»          | 5:16     |  |
| 2.  | «Mi auto era una rana»         | 3:58     |  |
| 3.  | «Cuéntame»                     | 3:56     |  |
| 4.  | «Sé que todo ha acabado ya»    | 3:29     |  |
| 5.  | «Un vino, una cerveza»         | 4:31     |  |
| 6.  | «Cuando la cama me da vueltas» | 3:05     |  |
| 7.  | «Te siento de sólo pensar»     | 3:23     |  |
| 8.  | «Tren sexual»                  | 4:19     |  |
| 9.  | «Globo de gas»                 | 3:08     |  |
| 10. | «Me elevé»                     | 3:40     |  |
| 11. | «Globos del cielo»             | 3:59     |  |
| 12. | «No llores más»                | 3:51     |  |

## Créditos
- Letra y música de todos los temas: Pedro Suárez-Vértiz.